# داسی‌ها
داسی‌ها (نام علمی: Plegadis) نام یک سرده از زیرخانواده اکراسیان است.

## گونه‌های زنده
- اکراس سیاه، Plegadis falcinellus
- اکراس رخ‌سفید، Plegadis chihi
- اکراس پونا، Plegadis ridgwayi